# Polypropyleencarbonaat

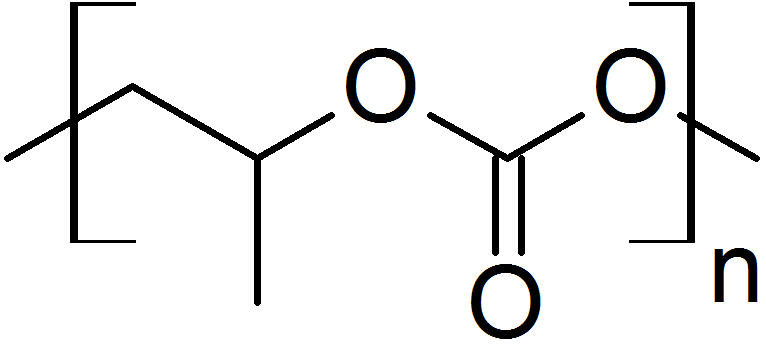
Poly(propyleencarbonaat)

Polypropyleencarbonaat (PPC) is een amorf thermoplastisch polymeer. Formeel is propyleencarbonaat het monomeer maar in de praktijk wordt het geproduceerd als een copolymeer van propyleenoxide en koolstofdioxide. Het is transparant en geschikt als verpakkingsmateriaal, hoewel het op zichzelf niet tegen hoge temperaturen bestand is. Het heeft een glastemperatuur van circa 40°C, wat betekent dat het week wordt bij normale lichaamstemperatuur, en het ontbindt bij verwarming reeds beneden 200°C. Het kan met gangbare technieken zoals extrusie, lassen, folieblazen enz. verwerkt worden. De glastemperatuur kan verhoogd worden door het te mengen met een andere polymeer, zoals polymelkzuur.
PPC is in potentie een milieuvriendelijke kunststof. De productie ervan fixeert het broeikasgas koolstofdioxide, terwijl propyleenoxide uit glycerol kan gewonnen worden, dat op zijn beurt uit hernieuwbare grondstoffen geproduceerd kan worden. Het is ook relatief goed biologisch afbreekbaar.
Bij de polymerisatie is een katalysator nodig, die de ringopening van propyleenoxide bevordert. Er treden ook ongewenste nevenreacties op, namelijk de vorming van propyleencarbonaat en van polypropyleenglycol. Zinkglutaraat was de eerste katalysator die geschikt was voor de productie van PPC op commerciële schaal (tot 1.000 ton per jaar).  Later zijn betere katalysatoren ontwikkeld, die een perfect alternerend copolymeer van CO2 en propyleenoxide mogelijk maken, namelijk kobalt-saleen-complexen.